# 富米·冯维希
富米·冯维希（1909年4月6日—1994年1月7日），老挝人民军、老挝人民民主共和国和老挝人民革命党的主要創立者和领导人之一。曾擔任老挝王国外交大臣（1974～1975）和老挝代理国家主席（1986年～1991年）。